# Eton (Berkshire)
Eton (pronunciat /iːtən/) és una població (town) i una parròquia civil del comtat de Berkshire, Anglaterra, que està en la riba oposada del riu Tàmesi de Windsor i connectada amb aquesta ciutat pel pont de Windsor. L'any 2001 tenia 4.980.
Aquesta població és coneguda sobretot per ser la seu de l'Eton College, una famosa escola.

## Origen del nom
El nom d'Eton deriva de l'anglès antic Ēa-tūn, equivalent en anglès actual a River-Town, és a dir «ciutat a la vora del riu Tàmesi».

## Història
El territori del que ara és Eton, va ser propietat privada de la reina Edit, esposa d'Eduard el Confessor. Els normands se'n van apropiar després del 1066. El camí principal entre Windsor i Londres passava per aquesta zona, a la vora del qual va sorgir un llogaret, entre camps de pastures, encarregat de mantenir el pont i el camí.
L'any 1440, el rei Enric VI d'Anglaterra va triar aquest lloc per construir-hi un col·legi amb internat que tingués capacitat per acollir 70 estudiants procedents de famílies amb pocs recursos econòmics. Tot el territori al voltant del llogaret va passar a ser propietat del col·legi. Annexa a aquest edifici va fer construir una capella dedicada a la Mare de Déu on els nois havien de fer cant coral durant les misses. El mateix rei va promoure el pelegrinatge cap a aquesta església i, per acollir els viatjants, se'n van construir posades al llarg d'un carrer major. Per autofinançar la institució el rei va concedir als administradors del col·legi el dret a organitzar fires de mercat i quedar-se'n els beneficis al pati del davant de l'hospital de saint James, a Londres.
Durant la guerra civil anglesa, el castell de Windsor va ser capturat per les forces del parlament, mentre que les forces reialistes es van aplegar a Eton, acollides pel prebost Richard Steward, amb intenció de recuperar el castell. Els seus esforços no van sortir reeixits i van haver de marxar.
El col·legi de vegades llogava petites parcel·les als vilatans, com a acte de caritat, i en elles s'hi van construir cases a prop del pont. Els professors del col·legi van posar un impost a les posades i tavernes del carrer major. Els nois sortien en processó i demanaven almoina a tothom que trobessin en aquests llocs. Com que aquest carrer està en un petit turó anomenat Salt Hill, als diners recollits se'ls anomenaven "la sal". Aquesta pràctica va seguir fins al 1845 quan un dels professors va dir que era millor no acceptar diners procedents de les tavernes, les quals eren un mal exemple i una temptació per als alumnes. Al segle xix la població d'Eton va guanyar millores públiques com ara un sistema de clavegueram, i va ser la primera vila del Regne Unit en tenir el seu propi servei de correus i un sistema modern de clavegueram.
El 1925 Eton era descrita més com a vila comercial que residencial, amb la majoria d'edificis dedicats a allotjar botigues amb productes que poguessin necessitar els estudiants: llibreries, roba, calçat, etc.
Vers l'any 1970, el pont que enllaça la vila amb Windsor es va tancar als vehicles de motor, ara només poden circular bicicletes o vianants.

## Govern
L'ajuntament d'Eton està format per set regidors, representants de la parròquia civil d'Eton i set més que són representants d'Eton Wick.
La vila forma part del districte electoral anomenat Eton i Castell, el qual està representat per un conseller en el Royal Borough de Windsor i Maidenhead.

## Transports
Hi ha dues companyies d'autobusos que proporcionen transport a Eton, la primera té servei diari amb parada a l'aeroport de Londres-Heathrow (Terminal 5) – Datchet – Slough – Eton – Eton Wick (bus 60/61); la segona és Redline Buses amb parades a Slough – Eton – Eton Wick – Dorney – Maidenhead, servei funciona els dimarts i divendres (bus 63/68).
A vuitanta metres cap al sud-est està el pont de Windsor i l'estació de ferrocarril Eton Riverside. L'altra estació de Windsor,anomenada Windsor and Eton Central està a 200 m cap al sud-oest. Enllacen amb les estacions de Londres Waterloo i Londres Paddington respectivament. Des de la Central Station es pot anar fins a Slough on s'agafen trens que tarden 41 o 56 minuts en arribar a la capital, mentre que els trens des de Riverside Station fan el recorregut en 56–78.

## Localitats properes
- Windsor: 0,5 milles
- Slough: 3 milles
- Staines-upon-Thames: 6 milles
- Maidenhead: 7 milles
- Reading 20 milles
- Londres: 22 milles